# Decaphalangium peruvianum
Decaphalangium peruvianum là một loài thực vật có hoa trong họ Bứa. Loài này được Melch. mô tả khoa học đầu tiên năm 1930.